# Pridjevi
Pridjevi su vrsta riječi koja se pridjeva imenicama, odnosno opisuje imenice. Oni su u mnogim jezicima riječi koje mijenjaju imenice, obično ih opisujući ili specificirajući, ali nisu univerzalna vrsta riječi, jer nemaju svi jezici pridjeve. Na primjer, kineski jezik nema pridjeve: sve riječi koje se prevode kao pridjevi zapravo su stativni glagoli.
U nekim se jezicima participi koriste kao pridjevi. Imenice koje mijenjaju druge imenice ponekad se zovu modificirajuće imenice, imenice s pridjevskom službom, ili dio složene imenice (npr. eng. ice u ice cream; hrv. radio u radioaparat). 
U nekim jezicima, kao što je engleski, ne postoji dogovor oko pridjeva: neki svrstavaju engleske članove (a, an, the) i posvojne oblike imenica (Mary's) u pridjeve, a neki ne.  U hrvatskom se riječi taj, moj, njegov svrstavaju u zamjenice, a riječi Ivanov i Marijin u pridjeve, iako imaju vrlo sličnu funkciju, pa i gramatička svojstva (npr. promjenu po padežima).

## U hrvatskom jeziku
U hrvatskom su pridjevi promjenjiva vrsta riječi. Svaki se pridjev mijenja po:
- rodu (tj. svaki pridjev ima posebne oblike u sva tri roda)
- broju
- padežima

Pridjevi imaju isti rod, broj i padež kao imenica kojoj se predlažu.
Mnogi se pridjevi mijenjaju i po stupnjevima, a postoji i promjena po određenosti.

### Podjela pridjeva
Pridjevi se dijele po značenju na:
- opisne ili kvalitativne (kakvo je što, npr. žut, velik)
- posvojne (čije je što, npr. očevo, mačje)
- gradivne (od čega je što, npr. zlatan, drven)

### Imenička (neodređena) promjena
Ova promjena pridjeva se koristi:
- kada su pridjevi dio imenskog predikata
- kod posvojnih pridjeva na -ov, -ev, -in, -jev, -ljev (stričev, svekrvin, Ivanov, Garibaldijev, Jakovljev...)

U govornom se jeziku neodređeni oblici upotrebljavaju rjeđe od određenih, osim u nominativu.
| Padež        | Muški rod (jd.)                       | Ženski rod (jd.) | Srednji rod (jd.) | Muški rod (mn.) | Ženski rod (mn.) | Srednji rod (mn.) |
| ------------ | ------------------------------------- | ---------------- | ----------------- | --------------- | ---------------- | ----------------- |
| Nominativ    | lijep-Ø                               | lijep-a          | lijep-o           | lijep-i         | lijep-e          | lijep-a           |
| Genitiv      | lijep-a                               | lijep-e          | lijep-a           | lijep-ih        | lijep-ih         | lijep-ih          |
| Dativ        | lijep-u                               | lijep-oj         | lijep-u           | lijep-im(a)     | lijep-im(a)      | lijep-im(a)       |
| Akuzativ     | lijep-a (za živo) lijep-Ø (za neživo) | lijep-u          | lijep-o           | lijep-e         | lijep-e          | lijep-a           |
| Vokativ      | lijep-i                               | lijep-a          | lijep-o           | lijep-i         | lijep-e          | lijep-a           |
| Lokativ      | lijep-u                               | lijep-oj         | lijep-u           | lijep-im(a)     | lijep-im(a)      | lijep-im(a)       |
| Instrumental | lijep-im                              | lijep-om         | lijep-im          | lijep-im(a)     | lijep-im(a)      | lijep-im(a)       |

### Pridjevsko-zamjenička (određena) promjena
Ova promjena pridjeva se koristi:
- ako je uz imenicu još i pokazna zamjenica (npr. taj)
- u dijelu naziva (tj. ako se pridjev uvijek koristi uz imenicu u nekoj frazi)
- kod posvojnih pridjeva na -ji, -ki (gradski, jutarnji, vojnički...)
- kod nekih pridjeva kao što su jarki, žarki
- kod pridjeva koji završavaju na -ći (brijaći, šivaći, idući)
- kod pridjeva koji označavaju imenicu s obzirom na položaj i u prostoru i u vremenu (mjesečni, tjedni, davni, noćni, sjeverni, južni, desni)
- kod pridjeva na -dni, -eni, -ni (radni, kućni, riječni, vodeni, kopneni, vjenčani)
- kod posvojnih pridjeva na -ski, -ški, -ji, -nji, -šnji... (kozji, večernji, unutrašnji, gradski, vojnički, mladićki, skijaški)

| Padež        | Muški rod (jd.)                           | Ženski rod (jd.) | Srednji rod (jd.) | Muški rod (mn.) | Ženski rod (mn.) | Srednji rod (mn.) |
| ------------ | ----------------------------------------- | ---------------- | ----------------- | --------------- | ---------------- | ----------------- |
| Nominativ    | lijep-i                                   | lijep-a          | lijep-o           | lijep-i         | lijep-e          | lijep-a           |
| Genitiv      | lijep-og(a)                               | lijep-e          | lijep-a           | lijep-ih        | lijep-ih         | lijep-ih          |
| Dativ        | lijep-om(u)                               | lijep-oj         | lijep-u           | lijep-im(a)     | lijep-im(a)      | lijep-im(a)       |
| Akuzativ     | lijep-og(a) (za živo) lijep-i (za neživo) | lijep-u          | lijep-o           | lijep-e         | lijep-e          | lijep-a           |
| Vokativ      | lijep-i                                   | lijep-a          | lijep-o           | lijep-i         | lijep-e          | lijep-a           |
| Lokativ      | lijep-om(e)                               | lijep-oj         | lijep-u           | lijep-im(a)     | lijep-im(a)      | lijep-im(a)       |
| Instrumental | lijep-im(a)                               | lijep-om         | lijep-im          | lijep-im(a)     | lijep-im(a)      | lijep-im(a)       |

Osnove koje završavaju na palatal (npr. tuđ) u nekim padežima umjesto o (podebljano u tablici gore) imaju e (DAT tuđem), i ne mogu imati naveske na -e.

### Stupnjevi pridjeva
U hrvatskom postoje tri stupnja opisnih pridjeva:
- pozitiv, kojim se iskazuje apsolutno svojstvo, npr. Ivana je brza.
- komparativ, kojim se iskazuje relativno svojstvo npr. Ivana je brža (od Marije, ali je ipak spora)
- superlativ, kojim se iskazuje svojstvo u odnosu na sve s kojima nešto uspoređujemo, npr. Ivana je najbrža.

Pozitiv je oblik koji je "uobičajen", nalazi se u rječnicima i najčešće se upotrebljava.
Komparativ se tvori od pozitiva na sljedeće načine:
- dodavanjem -(i)ji, pri čemu može doći do glasovnih promjena, i uz moguće otpadanje sufiksa: crven: crveniji; ukusan : ukusniji; dubok : dublji (< dub-ji) ...
- dodavanjem -ši, samo kod sljedećih pridjeva: mek : mekši, lijep : ljepši, lak : lakši ...
- od druge osnove (tj. suplativno): dobar : bolji; zao : gori; velik : veći; malen : manji ...

Ispred ovih sufiksa nestaje nepostojano a (ukusan : ukusn-iji).
Superlativ se tvori dodavanjem prefiksa naj- na komparativ: veći : najveći.
Gradivni i posvojni pridjevi uglavnom nemaju stupnjeve (osim pozitiva) - ne postoji *Ivanoviji u značenju "više Ivanov". Ako je potrebno izraziti stupnjevanje, koristi se spomenuta konstrukcija s prilogom više (koji je u komparativu, i za kojeg postoji i superlativ najviše).